# Luis Gallegos Arriola
Luis Gallegos Arriola (Ilave, 10 de octubre de 1919) fue un profesor, periodista, novelista, cronista y narrador peruano.

## Biografía
Luis Gallegos Arriola nació en el Barrio Santa Bárbara de Ilave, un 10 de octubre de 1919, hijo de don Justo Gallegos Bermejo y doña Maximiliana Arriola. Estudió en el Centro Escolar 895 de Ilave, siendo estudiante del también profesor y escritor puneño Emilio Vázquez Chamorro. Luego estudió en el Colegio Nacional San Carlos de Puno.
Trabajó como profesor rural en los Núcleos Escolares Campesinos y como periodista de la mano de Samuel Frisancho en el diario "Los Andes" de Puno habiendo publicado numerosos cuentos y novelas cortas de corte histórico y erótico.
Fue el iniciador de lo que hoy se denomina como Participación Ciudadana, siendo su labor dirigida a que los propios pobladores decidan en la forma más racional y sustentada lo que querían y necesitaban sin la arbitraria decisión de los Jefes o Directores de los Proyectos u organismos del Estado.
A pesar de su indiferencia hacia los premios, recibió en 1994 el galardón de la I Bienal del Cuento Regional “Rogelio Ecler Cutipa Zea” y años más tarde, en el centenario de su vida, el 10 de octubre del 2019 recibió el homenaje literario de la Municipalidad Provincial de Puno, de la Dirección Desconcentrada del Ministerio de Cultura de Puno y del Colectivo Puno, Cultura y Folklore, por su aporte trascendental académico, artístico y humanístico a la cultura peruana y latinoamericana. Meses después falleció el jueves 13 de agosto del 2020.

## Obras
Su obra literaria abarca diversos géneros, destacándose en la poesía y la narrativa. Profundizó en temas relacionados con la historia, las costumbres y la cosmovisión de los pueblos andinos. A través de sus escritos, logró representar con maestría las luchas, sueños y esperanzas de su comunidad, convirtiéndose en una figura clave para entender la literatura andina contemporánea. Su producción literaria son las siguientes: 
- Cuentos de rincón caliente
- Cuentos del Qoñi Qucho
- Las voces del viento
- Barlovento
- Manuel Z. Camacho y su Escuela en Utawilaya[7]
- Las minas del diablo
- Las plagas y el olvido
- Hermosa mañana[3]
- Lorenzo Cotillo y su tiempo
- La orgía del moro
- Historia social económica y cultural de la provincia de El Collao
- Tiempo de amores en Saucamarca
- La fiesta de la Tía Braulia
- El Coronel de la Espada Virgen
- Agonía y Muerte de José Salcedo
- El Camarada Vicente
- Los Paredes y la fiesta de las vicuñas
- Memorias de un profesor,
- Pasaron las gaviotas
- Violencia y muerte en el distante altiplano puneño
- Réquiem para un ex alcalde
- Vidas Paralelas.